# Ideal white
『ideal white』（アイディール・ホワイト）は、綾野ましろの1枚目のシングル。2014年10月22日にアリオラジャパンより発売された。

## 概要
デビューシングル。安田史生がプロデュースを手掛けている。表題曲はテレビアニメ『Fate/stay night』オープニングテーマ。
コンセプト・アルバム『early days』にはライブ音源が収録。
ミュージック・ビデオ監督はフカツマサカズ。

### 仕様
「通常盤」「初回生産限定盤」「期間生産限定盤」の3形態で発売。初回生産限定盤にはミュージックビデオが収録されたDVDが、期間生産限定盤にはアニメノンクレジットオープニング映像が収録されたDVDがそれぞれ収録。

## チャート成績
2014年11月3日付のオリコン週間シングルランキングでは週間14位にランクインした。2022年9月現在最も売れたシングル。
その他チャート
- 2014年10月22日付オリコンデイリーチャート11位
- iTunesアニメトップソングチャート1位
- iTunesアニメトップアルバムチャート1位
- 2014/10/22付レコチョクシングルランキング9位
- 2014/10/22付レコチョク アニメ シングルランキング1位
- 2014/10/22付moraハイレゾ(Daily)ランキング 単曲1位
- 2014/10/22付moraハイレゾ(Daily)ランキング アルバム1位
- mora総合チャート2位
- amazonデジタルミュージックベストセラー1位

## 収録曲
通常盤・初回生産限定盤
1. ideal white
作詞：meg rock、作曲：Toshi-Fj・Carlos K.、編曲：Carlos K.
2. pledge of stars
作詞：安田史生、作曲：中沢伴行、編曲：高瀬一矢
3. 燐光
作詞：綾野ましろ・yukarico、作曲：安田史生、編曲：Shun Mizuki
4. ideal white (instrumental)

期間生産限定盤
1. ideal white
2. pledge of stars
3. 燐光
4. ideal white (TV size)

初回生産限定盤DVD
- ideal white (Music Video)

期間生産限定盤DVD
- TVアニメ「Fate/stay night」ノンクレジットオープニング映像

## 収録作品
| 発売日         | タイトル                                                  |
| -------------- | --------------------------------------------------------- |
| 2015年12月23日 | アニソンちゅーどく The Very Best of 2014と2015            |
| 2016年3月30日  | Animelo Summer Live 2015 -THE GATE- 8.30                  |
| 2016年6月22日  | GAMEのアニソン!!The BEST TUNES-1                          |
| 2016年12月7日  | ベストヒット!! アニソンGO!!!                              |
| 2017年5月3日   | J-アニソン神曲祭り-スパーク-[DJ和 in No.1 胸熱 MIX]       |
| 2017年6月28日  | アニソンJ-MAX ガチ盛りベスト!!!                           |
| 2017年10月18日 | このアニソンで踊りたい〜アニソン・ダンスクラシックス30+〜 |
| 2019年1月23日  | MiX 〜面白いほどよくわかるノンストップSACRA MUSIC〜       |
| 2019年12月18日 | SACRA MUSIC FES.2019 NEW GENERATION                       |
| 2019年12月18日 | Fate song material                                        |
| 2020年10月28日 | リスアニ!MIX by DJ和 〜10th Anniversary Selection〜       |